# 1823
Portal Geschichte | Portal Biografien | Aktuelle Ereignisse | Jahreskalender | Tagesartikel

◄ |
18. Jahrhundert |
19. Jahrhundert
| 20. Jahrhundert | ►

◄ |
1790er |
1800er |
1810er |
1820er
| 1830er | 1840er | 1850er | ►

◄◄ |
◄ |
1819 |
1820 |
1821 |
1822 |
1823
| 1824 | 1825 | 1826 | 1827 | ► | ►►
Staatsoberhäupter · Wahlen · Nekrolog   · Musikjahr
| Januar | Januar | Januar | Januar | Januar | Januar | Januar | Januar |
| Kw     | Mo     | Di     | Mi     | Do     | Fr     | Sa     | So     |
| ------ | ------ | ------ | ------ | ------ | ------ | ------ | ------ |
| 1      |        |        | 1      | 2      | 3      | 4      | 5      |
| 2      | 6      | 7      | 8      | 9      | 10     | 11     | 12     |
| 3      | 13     | 14     | 15     | 16     | 17     | 18     | 19     |
| 4      | 20     | 21     | 22     | 23     | 24     | 25     | 26     |
| 5      | 27     | 28     | 29     | 30     | 31     |        |        |

| Februar | Februar | Februar | Februar | Februar | Februar | Februar | Februar |
| Kw      | Mo      | Di      | Mi      | Do      | Fr      | Sa      | So      |
| ------- | ------- | ------- | ------- | ------- | ------- | ------- | ------- |
| 5       |         |         |         |         |         | 1       | 2       |
| 6       | 3       | 4       | 5       | 6       | 7       | 8       | 9       |
| 7       | 10      | 11      | 12      | 13      | 14      | 15      | 16      |
| 8       | 17      | 18      | 19      | 20      | 21      | 22      | 23      |
| 9       | 24      | 25      | 26      | 27      | 28      |         |         |

| März | März | März | März | März | März | März | März |
| Kw   | Mo   | Di   | Mi   | Do   | Fr   | Sa   | So   |
| ---- | ---- | ---- | ---- | ---- | ---- | ---- | ---- |
| 9    |      |      |      |      |      | 1    | 2    |
| 10   | 3    | 4    | 5    | 6    | 7    | 8    | 9    |
| 11   | 10   | 11   | 12   | 13   | 14   | 15   | 16   |
| 12   | 17   | 18   | 19   | 20   | 21   | 22   | 23   |
| 1    | 24   | 25   | 26   | 27   | 28   | 29   | 30   |
| 14   | 31   |      |      |      |      |      |      |

| April | April | April | April | April | April | April | April |
| Kw    | Mo    | Di    | Mi    | Do    | Fr    | Sa    | So    |
| ----- | ----- | ----- | ----- | ----- | ----- | ----- | ----- |
| 14    |       | 1     | 2     | 3     | 4     | 5     | 6     |
| 15    | 7     | 8     | 9     | 10    | 11    | 12    | 13    |
| 16    | 14    | 15    | 16    | 17    | 18    | 19    | 20    |
| 17    | 21    | 22    | 23    | 24    | 25    | 26    | 27    |
| 18    | 28    | 29    | 30    |       |       |       |       |

| Mai | Mai | Mai | Mai | Mai | Mai | Mai | Mai |
| Kw  | Mo  | Di  | Mi  | Do  | Fr  | Sa  | So  |
| --- | --- | --- | --- | --- | --- | --- | --- |
| 18  |     |     |     | 1   | 2   | 3   | 4   |
| 19  | 5   | 6   | 7   | 8   | 9   | 10  | 11  |
| 20  | 12  | 13  | 14  | 15  | 16  | 17  | 18  |
| 21  | 19  | 20  | 21  | 22  | 23  | 24  | 25  |
| 22  | 26  | 27  | 28  | 29  | 30  | 31  |     |

| Juni | Juni | Juni | Juni | Juni | Juni | Juni | Juni |
| Kw   | Mo   | Di   | Mi   | Do   | Fr   | Sa   | So   |
| ---- | ---- | ---- | ---- | ---- | ---- | ---- | ---- |
| 22   |      |      |      |      |      |      | 1    |
| 23   | 2    | 3    | 4    | 5    | 6    | 7    | 8    |
| 24   | 9    | 10   | 11   | 12   | 13   | 14   | 15   |
| 25   | 16   | 17   | 18   | 19   | 20   | 21   | 22   |
| 26   | 23   | 24   | 25   | 26   | 27   | 28   | 29   |
| 27   | 30   |      |      |      |      |      |      |

| Juli | Juli | Juli | Juli | Juli | Juli | Juli | Juli |
| Kw   | Mo   | Di   | Mi   | Do   | Fr   | Sa   | So   |
| ---- | ---- | ---- | ---- | ---- | ---- | ---- | ---- |
| 27   |      | 1    | 2    | 3    | 4    | 5    | 6    |
| 2    | 7    | 8    | 9    | 10   | 11   | 12   | 13   |
| 29   | 14   | 15   | 16   | 17   | 18   | 19   | 20   |
| 30   | 21   | 22   | 23   | 24   | 25   | 26   | 27   |
| 31   | 28   | 29   | 30   | 31   |      |      |      |

| August | August | August | August | August | August | August | August |
| Kw     | Mo     | Di     | Mi     | Do     | Fr     | Sa     | So     |
| ------ | ------ | ------ | ------ | ------ | ------ | ------ | ------ |
| 31     |        |        |        |        | 1      | 2      | 3      |
| 32     | 4      | 5      | 6      | 7      | 8      | 9      | 10     |
| 33     | 11     | 12     | 13     | 14     | 15     | 16     | 17     |
| 34     | 18     | 19     | 20     | 21     | 22     | 23     | 24     |
| 35     | 25     | 26     | 27     | 28     | 29     | 30     | 31     |

| September | September | September | September | September | September | September | September |
| Kw        | Mo        | Di        | Mi        | Do        | Fr        | Sa        | So        |
| --------- | --------- | --------- | --------- | --------- | --------- | --------- | --------- |
| 36        | 1         | 2         | 3         | 4         | 5         | 6         | 7         |
| 37        | 8         | 9         | 10        | 11        | 12        | 13        | 14        |
| 38        | 15        | 16        | 17        | 18        | 19        | 20        | 21        |
| 39        | 22        | 23        | 24        | 25        | 26        | 27        | 28        |
| 40        | 29        | 30        |           |           |           |           |           |

| Oktober | Oktober | Oktober | Oktober | Oktober | Oktober | Oktober | Oktober |
| Kw      | Mo      | Di      | Mi      | Do      | Fr      | Sa      | So      |
| ------- | ------- | ------- | ------- | ------- | ------- | ------- | ------- |
| 40      |         |         | 1       | 2       | 3       | 4       | 5       |
| 41      | 6       | 7       | 8       | 9       | 10      | 11      | 12      |
| 42      | 13      | 14      | 15      | 16      | 17      | 18      | 19      |
| 43      | 20      | 21      | 22      | 23      | 24      | 25      | 26      |
| 44      | 27      | 28      | 29      | 30      | 31      |         |         |

| November | November | November | November | November | November | November | November |
| Kw       | Mo       | Di       | Mi       | Do       | Fr       | Sa       | So       |
| -------- | -------- | -------- | -------- | -------- | -------- | -------- | -------- |
| 44       |          |          |          |          |          | 1        | 2        |
| 45       | 3        | 4        | 5        | 6        | 7        | 8        | 9        |
| 46       | 10       | 11       | 12       | 13       | 14       | 15       | 16       |
| 47       | 17       | 18       | 19       | 20       | 21       | 22       | 23       |
| 48       | 24       | 25       | 26       | 27       | 28       | 29       | 30       |

| Dezember | Dezember | Dezember | Dezember | Dezember | Dezember | Dezember | Dezember |
| Kw       | Mo       | Di       | Mi       | Do       | Fr       | Sa       | So       |
| -------- | -------- | -------- | -------- | -------- | -------- | -------- | -------- |
| 49       | 1        | 2        | 3        | 4        | 5        | 6        | 7        |
| 50       | 8        | 9        | 10       | 11       | 12       | 13       | 14       |
| 51       | 15       | 16       | 17       | 18       | 19       | 20       | 21       |
| 52       | 22       | 23       | 24       | 25       | 26       | 27       | 28       |
| 1        | 29       | 30       | 31       |          |          |          |          |

| Januar | Januar | Januar | Januar | Januar | Januar | Januar | Januar |
| Kw     | Mo     | Di     | Mi     | Do     | Fr     | Sa     | So     |
| ------ | ------ | ------ | ------ | ------ | ------ | ------ | ------ |
| 1      |        |        | 1      | 2      | 3      | 4      | 5      |
| 2      | 6      | 7      | 8      | 9      | 10     | 11     | 12     |
| 3      | 13     | 14     | 15     | 16     | 17     | 18     | 19     |
| 4      | 20     | 21     | 22     | 23     | 24     | 25     | 26     |
| 5      | 27     | 28     | 29     | 30     | 31     |        |        |

| Februar | Februar | Februar | Februar | Februar | Februar | Februar | Februar |
| Kw      | Mo      | Di      | Mi      | Do      | Fr      | Sa      | So      |
| ------- | ------- | ------- | ------- | ------- | ------- | ------- | ------- |
| 5       |         |         |         |         |         | 1       | 2       |
| 6       | 3       | 4       | 5       | 6       | 7       | 8       | 9       |
| 7       | 10      | 11      | 12      | 13      | 14      | 15      | 16      |
| 8       | 17      | 18      | 19      | 20      | 21      | 22      | 23      |
| 9       | 24      | 25      | 26      | 27      | 28      |         |         |

| März | März | März | März | März | März | März | März |
| Kw   | Mo   | Di   | Mi   | Do   | Fr   | Sa   | So   |
| ---- | ---- | ---- | ---- | ---- | ---- | ---- | ---- |
| 9    |      |      |      |      |      | 1    | 2    |
| 10   | 3    | 4    | 5    | 6    | 7    | 8    | 9    |
| 11   | 10   | 11   | 12   | 13   | 14   | 15   | 16   |
| 12   | 17   | 18   | 19   | 20   | 21   | 22   | 23   |
| 1    | 24   | 25   | 26   | 27   | 28   | 29   | 30   |
| 14   | 31   |      |      |      |      |      |      |

| April | April | April | April | April | April | April | April |
| Kw    | Mo    | Di    | Mi    | Do    | Fr    | Sa    | So    |
| ----- | ----- | ----- | ----- | ----- | ----- | ----- | ----- |
| 14    |       | 1     | 2     | 3     | 4     | 5     | 6     |
| 15    | 7     | 8     | 9     | 10    | 11    | 12    | 13    |
| 16    | 14    | 15    | 16    | 17    | 18    | 19    | 20    |
| 17    | 21    | 22    | 23    | 24    | 25    | 26    | 27    |
| 18    | 28    | 29    | 30    |       |       |       |       |

| Mai | Mai | Mai | Mai | Mai | Mai | Mai | Mai |
| Kw  | Mo  | Di  | Mi  | Do  | Fr  | Sa  | So  |
| --- | --- | --- | --- | --- | --- | --- | --- |
| 18  |     |     |     | 1   | 2   | 3   | 4   |
| 19  | 5   | 6   | 7   | 8   | 9   | 10  | 11  |
| 20  | 12  | 13  | 14  | 15  | 16  | 17  | 18  |
| 21  | 19  | 20  | 21  | 22  | 23  | 24  | 25  |
| 22  | 26  | 27  | 28  | 29  | 30  | 31  |     |

| Juni | Juni | Juni | Juni | Juni | Juni | Juni | Juni |
| Kw   | Mo   | Di   | Mi   | Do   | Fr   | Sa   | So   |
| ---- | ---- | ---- | ---- | ---- | ---- | ---- | ---- |
| 22   |      |      |      |      |      |      | 1    |
| 23   | 2    | 3    | 4    | 5    | 6    | 7    | 8    |
| 24   | 9    | 10   | 11   | 12   | 13   | 14   | 15   |
| 25   | 16   | 17   | 18   | 19   | 20   | 21   | 22   |
| 26   | 23   | 24   | 25   | 26   | 27   | 28   | 29   |
| 27   | 30   |      |      |      |      |      |      |

| Juli | Juli | Juli | Juli | Juli | Juli | Juli | Juli |
| Kw   | Mo   | Di   | Mi   | Do   | Fr   | Sa   | So   |
| ---- | ---- | ---- | ---- | ---- | ---- | ---- | ---- |
| 27   |      | 1    | 2    | 3    | 4    | 5    | 6    |
| 2    | 7    | 8    | 9    | 10   | 11   | 12   | 13   |
| 29   | 14   | 15   | 16   | 17   | 18   | 19   | 20   |
| 30   | 21   | 22   | 23   | 24   | 25   | 26   | 27   |
| 31   | 28   | 29   | 30   | 31   |      |      |      |

| August | August | August | August | August | August | August | August |
| Kw     | Mo     | Di     | Mi     | Do     | Fr     | Sa     | So     |
| ------ | ------ | ------ | ------ | ------ | ------ | ------ | ------ |
| 31     |        |        |        |        | 1      | 2      | 3      |
| 32     | 4      | 5      | 6      | 7      | 8      | 9      | 10     |
| 33     | 11     | 12     | 13     | 14     | 15     | 16     | 17     |
| 34     | 18     | 19     | 20     | 21     | 22     | 23     | 24     |
| 35     | 25     | 26     | 27     | 28     | 29     | 30     | 31     |

| September | September | September | September | September | September | September | September |
| Kw        | Mo        | Di        | Mi        | Do        | Fr        | Sa        | So        |
| --------- | --------- | --------- | --------- | --------- | --------- | --------- | --------- |
| 36        | 1         | 2         | 3         | 4         | 5         | 6         | 7         |
| 37        | 8         | 9         | 10        | 11        | 12        | 13        | 14        |
| 38        | 15        | 16        | 17        | 18        | 19        | 20        | 21        |
| 39        | 22        | 23        | 24        | 25        | 26        | 27        | 28        |
| 40        | 29        | 30        |           |           |           |           |           |

| Oktober | Oktober | Oktober | Oktober | Oktober | Oktober | Oktober | Oktober |
| Kw      | Mo      | Di      | Mi      | Do      | Fr      | Sa      | So      |
| ------- | ------- | ------- | ------- | ------- | ------- | ------- | ------- |
| 40      |         |         | 1       | 2       | 3       | 4       | 5       |
| 41      | 6       | 7       | 8       | 9       | 10      | 11      | 12      |
| 42      | 13      | 14      | 15      | 16      | 17      | 18      | 19      |
| 43      | 20      | 21      | 22      | 23      | 24      | 25      | 26      |
| 44      | 27      | 28      | 29      | 30      | 31      |         |         |

| November | November | November | November | November | November | November | November |
| Kw       | Mo       | Di       | Mi       | Do       | Fr       | Sa       | So       |
| -------- | -------- | -------- | -------- | -------- | -------- | -------- | -------- |
| 44       |          |          |          |          |          | 1        | 2        |
| 45       | 3        | 4        | 5        | 6        | 7        | 8        | 9        |
| 46       | 10       | 11       | 12       | 13       | 14       | 15       | 16       |
| 47       | 17       | 18       | 19       | 20       | 21       | 22       | 23       |
| 48       | 24       | 25       | 26       | 27       | 28       | 29       | 30       |

| Dezember | Dezember | Dezember | Dezember | Dezember | Dezember | Dezember | Dezember |
| Kw       | Mo       | Di       | Mi       | Do       | Fr       | Sa       | So       |
| -------- | -------- | -------- | -------- | -------- | -------- | -------- | -------- |
| 49       | 1        | 2        | 3        | 4        | 5        | 6        | 7        |
| 50       | 8        | 9        | 10       | 11       | 12       | 13       | 14       |
| 51       | 15       | 16       | 17       | 18       | 19       | 20       | 21       |
| 52       | 22       | 23       | 24       | 25       | 26       | 27       | 28       |
| 1        | 29       | 30       | 31       |          |          |          |          |

## Ereignisse

### Politik und Weltgeschehen

#### Lateinamerika

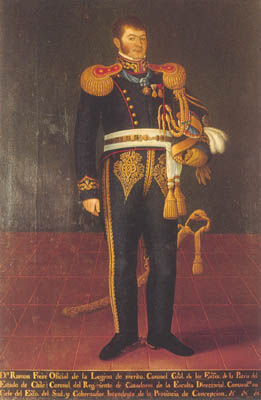
Ramón Freire y Serrano

- 18. Januar: In Chile kommt es zum Sturz von Diktator Bernardo O’Higgins, der durch eine Junta ersetzt wird. Ramón Freire y Serrano marschiert auf die Hauptstadt und wird am 5. April neues Staatsoberhaupt.
- 1. Februar: Der Plan von Casa Mata, der zur Umwandlung Mexikos in eine föderale Republik führt, wird verabschiedet.
- 1. Juli: Bildung der Zentralamerikanischen Konföderation, aus der 1839 die selbstständigen Republiken Guatemala, Honduras, El Salvador, Nicaragua und Costa Rica hervorgehen
- 18. August: In Demerara-Essequibo im heutigen Guyana bricht ein Sklavenaufstand aus. Er wird am 22. August niedergeschlagen.

#### Vereinigte Staaten von Amerika
- September: Der Vertrag von Moultrie Creek zwingt den Stamm der Seminolen unter den Schutz der Vereinigten Staaten. Sie verzichten auf ihr Land und werden in ein Reservat umgesiedelt.
- 2. Dezember: US-Präsident James Monroe formuliert in seinem Bericht an den Kongress der Vereinigten Staaten die Monroe-Doktrin. Darin postuliert er die Existenz zweier politischer Sphären, betont die Nichteinmischung der USA in europäische Konflikte und fordert ein Ende aller Kolonialisierungsbestrebungen in Amerika.

#### Französische Invasion in Spanien
- 7. April: Truppen aus Frankreich rücken im Auftrag der Heiligen Allianz unter dem Oberbefehl von Louis-Antoine de Bourbon, duc d’Angoulême, in Spanien ein, um Aufständische zu bekämpfen und die Regentschaft von König Ferdinand VII. zu erneuern.

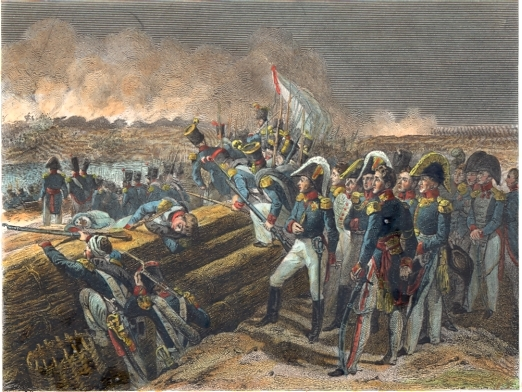
Belagerung des Fort Trocadero am 31. August 1823

- 31. August: Die Schlacht von Trocadero gewinnt die französische Armee gegenüber den in Cádiz konzentrierten aufständischen Milizen. Die bürgerliche Revolution in Spanien ist damit so gut wie niedergeschlagen.
- 23. September: Die von liberalen Revolutionären gehaltene Stadt Cádiz fällt.

#### Griechenland
- 28. Februar oder 3. März: In London wird das London Philhellenic Committee zur Unterstützung der Griechischen Republik gegründet.
- Nach den ersten griechischen Erfolgen im Unabhängigkeitskrieg und der Ausrufung der Hellenischen Republik im Vorjahr wird am 29. März die Zweite Nationalversammlung in Astros eröffnet. Sie wird von Petros Mavromichalis geleitet und hat das Ziel, die im Vorjahr beschlossene Verfassung zu überarbeiten.
- Im November beginnt der erste griechische Bürgerkrieg zwischen Anhängern von Georgios Koundouriotis und Theodoros Kolokotronis.

#### Weitere Ereignisse in Europa
- 27. Mai: Infant Miguel von Portugal führt die Vilafrancada an, einen absolutistischen Aufstand gegen seinen liberalen Vater Johann VI. Der Aufstand wird niedergeschlagen.
- November: Die osmanischen Truppen beenden die zweijährige Belagerung von Mesolongi.
- Kurfürst Wilhelm II. von Hessen-Kassel erhält einen anonymen Brief, in dem er mit dem Tod bedroht wird, wenn er nicht mehrere ultimative Forderungen erfüllt. Die Drohbriefaffäre ist der Anlass für durchgreifende polizeistaatliche Maßnahmen gegen vermutete und befürchtete Oppositionsbestrebungen im Kurfürstentum Hessen.

#### Antarktis
- 23. Februar: Der englische Seefahrer James Weddell dringt als erster während einer Antarktisexpedition bis auf 74°15' Süd vor.

### Wissenschaft und Technik
- 10. April: In München wird die Königliche Baugewerksschule gegründet. Sie ist die erste Lehranstalt für Handwerker im Bauwesen im deutschen Sprachraum.

#### Literatur

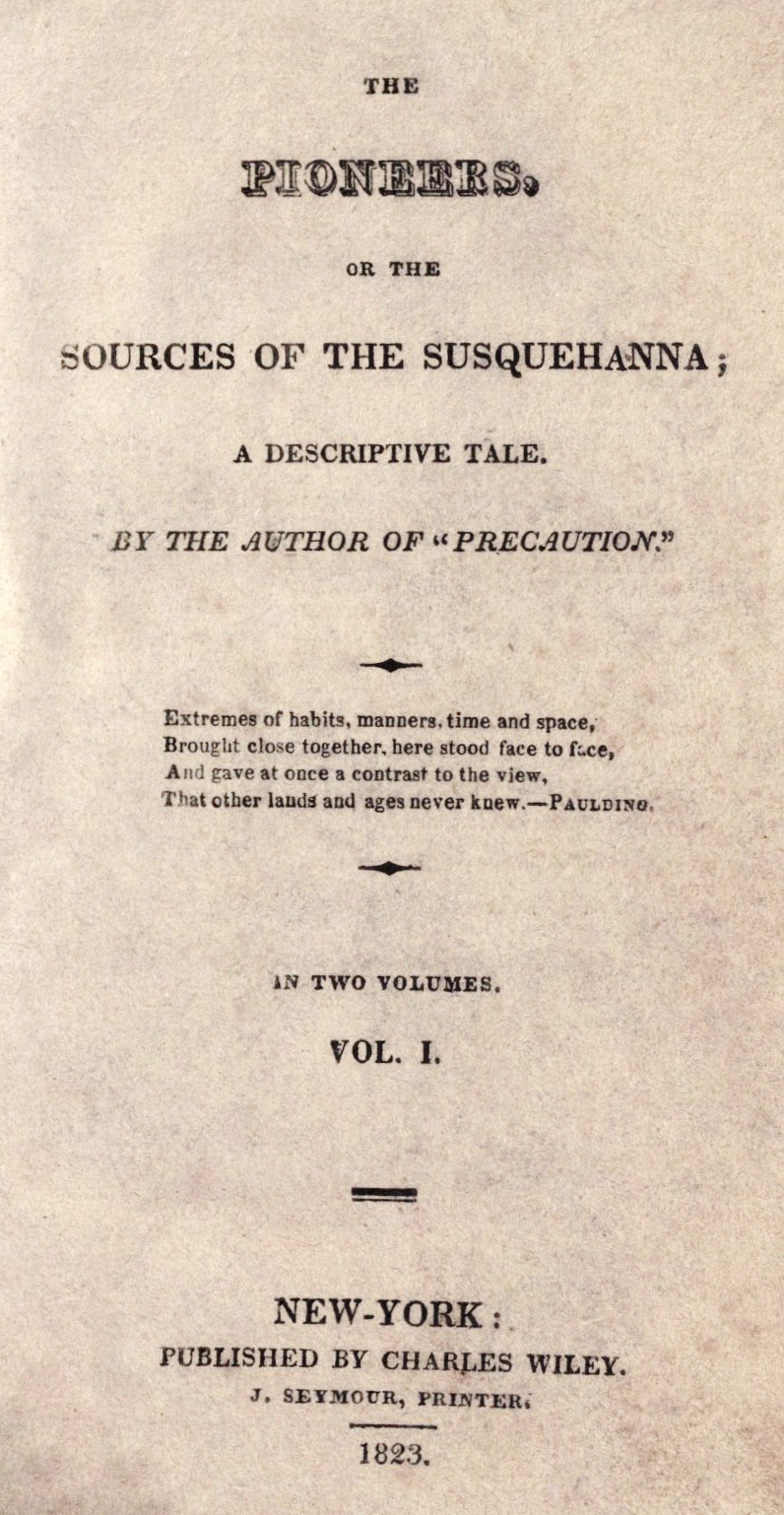
„The Pioneers“, Titel der Originalausgabe

### Kultur

#### Musik und Theater
- 3. Februar: Die Uraufführung der Oper Semiramide (Semiramis) von Gioacchino Rossini nach einem Libretto von Gaetano Rossi findet am Teatro La Fenice in Venedig statt. Die Titelrolle schrieb Rossini für seine Frau Isabella Colbran.
- 15. Februar: Die Oper Cordelia von Conradin Kreutzer mit dem Libretto von Pius Alexander Wolff wird am Theater am Kärntnertor in Wien uraufgeführt. Nicht zuletzt dank ihrer ersten Interpretin Wilhelmine Schröder wird die Oper zu einem außerordentlichen Erfolg.
- 11. April: Die romantische Oper Sulmona von Peter Joseph von Lindpaintner wird in Stuttgart uraufgeführt.
- 20. August: Die Tragödie Almansor von Heinrich Heine hat ihre Uraufführung am Nationaltheater Braunschweig in einer Inszenierung von Ernst August Friedrich Klingemann, der in mehrfacher Weise in das Stück eingegriffen hat. Die Aufführung gerät zu einem Fiasko und muss nach tumultartigen Szenen im Zuschauerraum abgebrochen werden. Die misslungene Uraufführung bleibt, soweit bekannt, die einzige Inszenierung des Stückes wie auch überhaupt eines von Heines Dramen.
- 1. Dezember: Die Uraufführung der zweiten Fassung der Oper Libussa von Conradin Kreutzer findet in Berlin statt.

#### Sonstiges
- 19. April: Gründung der Hamburger Liedertafel von 1823 durch Albert Methfessel
- Der Kunstverein München und Der Kunstverein in Bremen werden gegründet.

### Gesellschaft

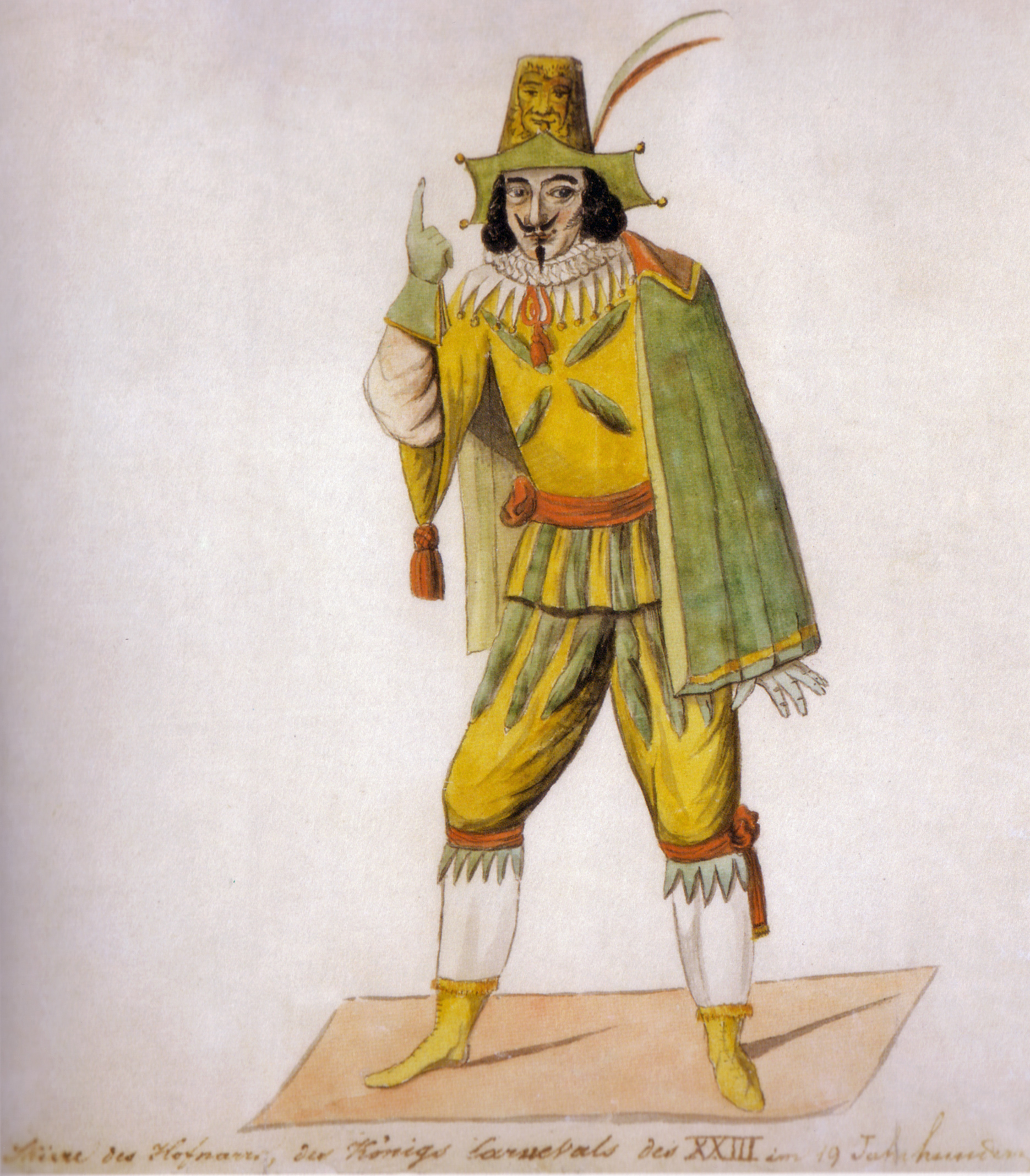
Der „Hofnarr des Königs Carneval“ als früheste bekannte Darstellung zum ersten Maskenzug

- 10. Februar: Der erste vom Festkomitee des Kölner Karnevals von 1823 e. V. organisierte Kölner Rosenmontagszug startet unter dem Motto Thronbesteigung des Helden Carneval in der Kölner Innenstadt.
- 1. März: In Wien wird der Volksgarten als erster Park aus dem Besitz des Hofärars für die Öffentlichkeit zugänglich gemacht.
- In London wird für Künstler, Literaten und Wissenschaftler der Athenaeum Club gegründet.

### Religion
- 15. Juli: Durch Unachtsamkeit setzt in Rom am Abend ein am Dach arbeitender Handwerker die Kirche Sankt Paul vor den Mauern in Brand. Das aus dem vierten Jahrhundert stammende Gotteshaus wird vom Feuer stark beschädigt.
- 20. August: In Rom stirbt nach 23-jährigem Pontifikat Papst Pius VII. Am 2. September tritt das von Kardinaldekan Giulio Maria della Somaglia einberufene Konklave zusammen.
- 21. September: Dem späteren Religionsstifter Joseph Smith erscheint nach eigenen Angaben ein himmlisches Wesen namens Moroni, das ihn auf in einem nahen Hügel vergrabene antike Goldplatten hinweist.
- 28. September: Das Konklave wählt Annibale Francesco Clemente Melchiorre Girolamo Nicola della Genga zum Papst. Dieser nimmt den Namen Leo XII. an. Der neue Papst zählt zu den sogenannten Zelanti, einer Strömung, die die Auseinandersetzung mit den modernen Geistesströmungen offensiv aufnehmen und dabei auch Konflikte mit den Staaten riskieren.

## Geboren

### Januar/Februar
- 01. Januar: Sándor Petőfi, ungarischer Nationaldichter († 1849)
- 01. Januar: Hans Wachenhusen, deutscher Schriftsteller († 1898)
- 03. Januar: Jacques-Nicolas Lemmens, belgischer Organist und Komponist († 1881)

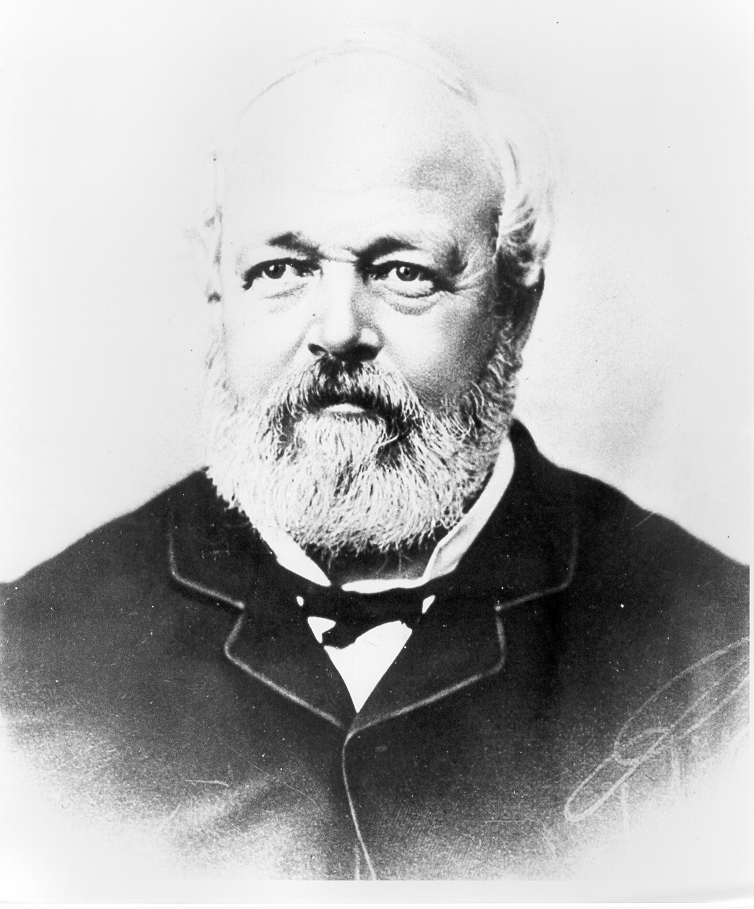
Robert Whitehead

- 03. Januar: Robert Whitehead, britischer Ingenieur und Konstrukteur († 1905)
- 04. Januar: Benjamin F. Harding, US-amerikanischer Politiker († 1899)
- 04. Januar: Peter Joseph Osterhaus, 48er-Revolutionär, General der Nordstaaten im Sezessionskrieg († 1917)
- 05. Januar: Emil Palleske, deutscher Schauspieler und Schriftsteller († 1880)
- 08. Januar: Alfred Russel Wallace, britischer Zoologe († 1913)
- 09. Januar: Friedrich von Esmarch, deutscher Arzt († 1908)
- 12. Januar: Rose Montmasson, italienische Freiheitskämpferin († 1904)
- 14. Januar: Karl III., Herzog von Parma († 1854)
- 15. Januar: Giovanni Airoldi, Schweizer Jurist und Politiker († 1894)
- 15. Januar: Josef Seiler, deutscher Dichter, Komponist und Organist († 1877)
- 16. Januar: Louise Zeller, deutsche Autorin historischer Romane († 1889)
- 18. Januar: Victor Ruffy, Schweizer Politiker († 1869)
- 20. Januar: Imre Madách, ungarischer Dramatiker († 1864)
- 24. Januar: Wilhelm Franz Speer, deutscher Komponist, Organist und Chordirigent († 1898)
- 27. Januar: Édouard Lalo, französischer Komponist († 1892)
- 01. Februar: Benno Richard von Arent, preußischer Generalleutnant († 1899)
- 01. Februar: Edme Charles Philippe Lepère, französischer Staatsmann († 1885)
- 03. Februar: Karl Christian Andreae, deutscher Maler († 1904)
- 03. Februar: Benjamin Jaurès, französischer Admiral († 1889)
- 03. Februar: Spencer Fullerton Baird, US-amerikanischer Ornithologe und Ichthyologe († 1887)
- 05. Februar: August Wilhelm Dieckhoff, lutherischer Theologe an der Universität Göttingen († 1894)
- 07. Februar: Richard Genée, österreichischer Librettist, Bühnenautor und Komponist († 1895)
- 12. Februar: Christian Friedrich Arnold, deutscher Architekt und Akademieprofessor († 1890)
- 12. Februar: Richard Belcredi, österreichischer Politiker († 1902)
- 14. Februar: Samuel Apolant, deutscher Rabbiner († 1898)
- 14. Februar: Heinrich Rückert, deutscher Geschichtsschreiber und Germanist († 1875)
- 14. Februar: Royal C. Taft, US-amerikanischer Politiker († 1912)
- 15. Februar: Li Hongzhang, chinesischer General und Staatsmann († 1901)
- 17. Februar: George West, US-amerikanischer Politiker († 1901)
- 18. Februar: Jasper Francis Cropsey, US-amerikanischer Maler und Architekt († 1900)
- 21. Februar: Udo III. von Alvensleben, Rittergutsbesitzer († 1910)
- 21. Februar: Eduard Oscar Schmidt, deutscher Zoologe († 1886)
- 21. Februar: Julius Jolly, badischer Staatsminister († 1891)
- 23. Februar: Johannes von Holst deutsch-baltischer Gynäkologe († 1906)
- 23. Februar: Adolph Kullak, deutscher Pianist und Musikschriftsteller († 1862)
- 26. Februar: Gustav Adolf zu Hohenlohe-Schillingsfürst, deutscher Kardinalbischof († 1896)
- 27. Februar: Bernhard von Werder, preußischer General der Infanterie († 1907)
- 27. Februar: William Buel Franklin, General der US-Armee († 1903)
- 28. Februar: Friedrich Franz II., Großherzog von Mecklenburg-Schwerin († 1883)
- 28. Februar: Ernest Renan, französischer Schriftsteller, Historiker, Archäologe und Orientalist († 1892)

### März/April
- 06. März: Karl I., König von Württemberg († 1891)
- 06. März: Joseph Renftle, altkatholischer Geistlicher († 1881)
- 08. März: Gyula Andrássy, österreich-ungarischer Politiker († 1890)
- 12. März: Hermann Rogalla von Bieberstein, deutsch-US-amerikanischer Bauingenieur und Politiker († 1906)
- 18. März: Antoine Chanzy, französischer General und Diplomat († 1883)
- 17. März: Peter Imandt, deutscher Vertreter der Arbeiterbewegung und Revolutionär († 1897)
- 20. März: Adolf Franckel, österreichischer Regisseur und Theaterleiter († 1896)
- 22. März: Christoph Ernst Luthardt, deutscher Theologe (19. Jh.) († 1902)
- 23. März: Charles Chalumeau, Schweizer Lehrer und Politiker († 1886)
- 23. März: Josef Chmelíček, tschechischer Zisterzienserpater, Theologe, Organist und Komponist († 1891)
- 23. März: Schuyler Colfax, US-amerikanischer Politiker († 1885)
- 26. März: Johannes Münze, Pionier der deutschen Arbeiterbewegung († 1868)
- 30. März: James Cox Aikins, kanadischer Politiker († 1904)
- 31. März: Ernest Doudart de Lagrée, französischer Forschungsreisender und Seemann († 1868)
- 02. April: Julius Ostendorff, Abgeordneter in der Frankfurter Nationalversammlung († 1877)
- 02. April: Samuel W. Hale, US-amerikanischer Politiker († 1891)
- 03. April: William Tweed, US-amerikanischer Politiker († 1878)
- 04. April: Carl Wilhelm Siemens, deutscher Industrieller († 1883)
- 04. April: Robert Byington Mitchell, US-amerikanischer Politiker († 1882)
- 05. April: Maria Arndts, deutsche Schriftstellerin († 1882)
- 10. April: Thomas Reade Rootes Cobb, General der Konföderierten Staaten († 1862)
- 13. April: Oskar Schlömilch, deutscher Mathematiker († 1901)
- 16. April: Gotthold Eisenstein, deutscher Mathematiker († 1852)
- 17. April: Enrique de Borbón, Herzog von Sevilla und Infant von Spanien († 1870)

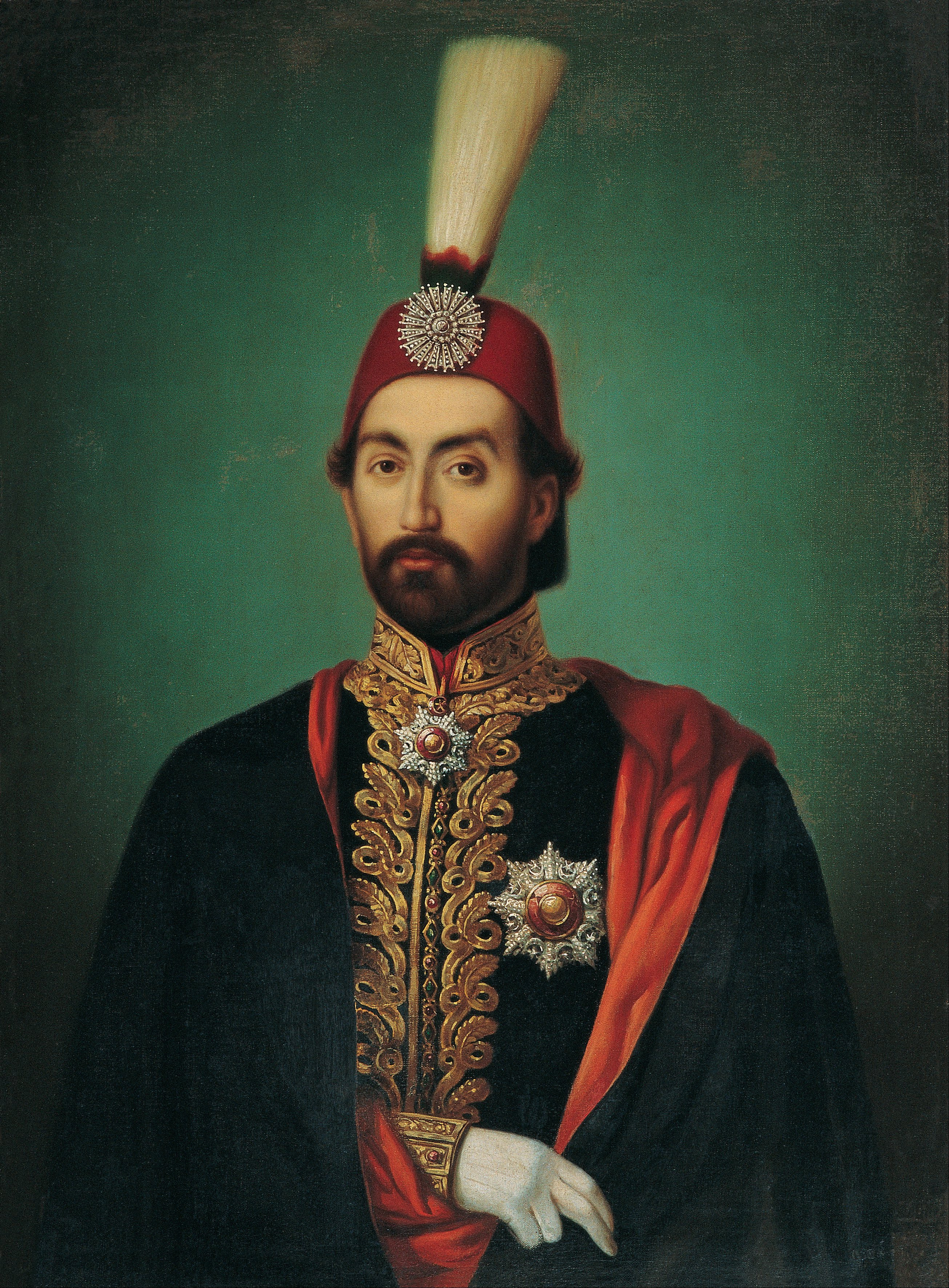
Abdülmecid I.

- 25. April: Abdülmecid I., osmanischer Sultan († 1861)
- 25. April: Christian Friedrich August Dillmann, deutscher Orientalist und Theologe († 1894)
- 30. April: Paul Janet, französischer Philosoph († 1899)

### Mai/Juni
- 06. Mai: Hermann Eschke, deutscher Maler († 1900)
- 06. Mai: Wilhelm Heinrich Riehl, deutscher Schriftsteller und Kulturhistoriker († 1897)
- 09. Mai: Frederick Weld, Premierminister Neuseelands und Gouverneur von drei britischen Kolonien († 1891)
- 10. Mai: John Sherman, US-amerikanischer Politiker († 1900)
- 12. Mai: John Russel Hind, britischer Astronom († 1895)
- 18. Mai: Johannes August Speltz, Frankfurter Jurist und Politiker († 1893)
- 23. Mai: Friedrich Strampfer, österreichischer Schauspieler und Theaterdirektor († 1890)
- 23. Mai: Ante Starčević, kroatischer Politiker, Publizist und Autor († 1896)
- 24. Mai: Johann Kravogl, Büchsenmacher und Mechaniker († 1889)
- 24. Mai: Peter Alberg Holm, färöischer Pfarrer und Autor († 1892)
- 30. Mai: Reinhold Johow, deutscher Jurist († 1904)
- 12. Juni: William H. Hunt, US-amerikanischer Politiker († 1884)
- 21. Juni: Jean Chacornac, französischer Astronom († 1873)
- 21. Juni: Alexandre Peyron, französischer Admiral und Politiker († 1892)
- 28. Juni: Jules-Adenis de Colombeau, französischer Journalist, Schriftsteller und Librettist († 1900)
- 28. Juni: Johann Wilhelm Schwedler, deutscher Bauingenieur und Baubeamter († 1894)
- 30. Juni: Selmar Bagge, deutscher Komponist († 1896)

### Juli/August
- 01. Juli: Charles B. Farwell, US-amerikanischer Politiker († 1903)
- 02. Juli: James W. Patterson, US-amerikanischer Politiker († 1893)
- 06. Juli: Ahmed Vefik Pascha, türkischer Staatsmann († 1891)
- 09. Juli: Phineas Gage, US-amerikanischer Eisenbahner († 1860)
- 15. Juli: Prinz Alexander von Hessen-Darmstadt, Begründer der Nebenlinie Battenberg († 1888)
- 17. Juli: Ferdinand Genähr, deutscher Missionar in China († 1864)
- 22. Juli: Ludwig Bamberger, deutscher Bankier und Politiker († 1899)
- 31. Juli: Édouard-Gérard Balbiani, ein französischer Zoologe und Mikrobiologe († 1899)
- 31. Juli: Theodor von Lerber, Schweizer Pädagoge und Schulgründer († 1901)
- 02. August: Edward Freeman, britischer Historiker († 1892)
- 03. August: Thomas J. Robertson, US-amerikanischer Politiker († 1897)
- 04. August: Oliver Hazard Perry Throck Morton, US-amerikanischer Politiker († 1877)
- 07. August: Faustina Hasse Hodges, US-amerikanische Komponistin und Organistin († 1895)
- 08. August: Carl Wallau, Oberbürgermeister von Mainz († 1877)
- 13. August: Albert de Meuron, Schweizer Landschafts-, Genre-, Historien- und Porträtmaler († 1897)
- 15. August: Orris S. Ferry, US-amerikanischer Politiker († 1875)
- 16. August: Georg Friedrich Anderegg, Schweizer Industrieller und Politiker († 1883)
- 17. August: Theodor Julius Jaffé, deutscher Schauspieler († 1898)
- 20. August: Carl Adler, deutscher Jurist und Politiker († 1896)
- 21. August: Auguste Margarethe Feddersen, deutsche Malerin († 1896)

### September/Oktober
- 05. September: Willibald Beyschlag, deutscher evangelischer Theologe und Professor († 1900)
- 08. September: Constantin Gorski, deutsch-baltischer Zoologe († 1864)
- 08. September: Otto von Scholley, österreichischer Feldmarschalleutnant († 1907)
- 12. September: Kornel Ujejski, polnischer Lyriker († 1897)
- 16. September: Mihailo Obrenović, Fürst von Serbien († 1868)
- 20. September: Hans Ernst von Berchem-Haimhausen, deutsch-österreichischer Großgrundbesitzer († 1896)
- 23. September: Gerhard Enters, deutscher Verwaltungsbeamter und Amtmann († 1885)
- 24. September: Bernhard Dächsel, preußischer Justizrat († 1888)
- 27. September: Karl Gaertner, Ingenieur, Unternehmer und Politiker († 1886)
- 28. September: Alexandre Cabanel, französischer Maler († 1889)
- 30. September: Rudolf Gottschall, deutscher Schriftsteller († 1909)
- 05. Oktober: Louis de Weck-Reynold, Schweizer Landwirt und Politiker († 1880)
- 08. Oktober: Iwan Sergejewitsch Aksakow, russischer Schriftsteller und Slawophiler († 1886)
- 13. Oktober: Franz Erwein, österreichischer Politiker († 1891)
- 13. Oktober: Immanuel Faißt, deutscher Komponist und Hochschullehrer († 1894)
- 15. Oktober: William Adams, englischer Ingenieur († 1904)
- 19. Oktober: Robert Riefenstahl, deutscher Landschaftsmaler († 1903)
- 20. Oktober: Edme Armand Gaston duc d’Audiffret-Pasquier, französischer Politiker († 1905)
- 20. Oktober: Arnold Ipolyi, ungarischer Geistlicher, Historiker und Kunsthistoriker († 1886)
- 21. Oktober: Emilio Arrieta, spanischer Komponist († 1894)
- 23. Oktober: Wilhelm Heyd, deutscher Bibliothekar und Historiker († 1906)
- 24. Oktober: James Milton Smith, amerikanischer Politiker († 1890)
- 25. Oktober: Hans Kudlich, österreichischer Arzt und Politiker († 1917)
- 26. Oktober: Karl Weinhold, deutscher Germanist († 1901)
- 29. Oktober: Franz Xaver von Wegele, deutscher Historiker und Redakteur († 1897)
- 31. Oktober: Karl Roth von Schreckenstein, deutscher Historiker, Schriftsteller und Archivar († 1894)

### November/Dezember

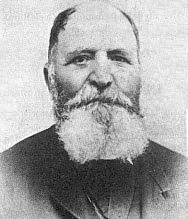
Joseph Monier

- 08. November: Joseph Monier, Gärtner, erfand den Stahlbeton († 1906)
- 10. November: Kristian Arentzen, dänischer Dichter und Literaturhistoriker († 1899)
- 11. November: Jakob Amsler-Laffon, Schweizer Mathematiker, Physiker, Ingenieur und Fabrikant († 1912)
- 16. November: Henry G. Davis, US-amerikanischer Unternehmer und Politiker († 1916)
- 18. November: Charles Henry Bell, US-amerikanischer Politiker († 1893)
- 19. November: Gustav Schleicher, deutschamerikanischer Ingenieur, Unternehmer und Politiker († 1879)
- 19. November: Moritz Schmidt, deutscher Altphilologe († 1888)
- 20. November: Edmond Dédé, US-amerikanischer Komponist und Geiger († 1903)
- 20. November: Bethel Henry Strousberg, deutscher Unternehmer der Gründerzeit († 1884)
- 20. November: Karl Vissaula, Schweizer Politiker († 1875)
- 29. November: Juri Nikolajewitsch Golizyn, russischer Komponist († 1872)
- 29. November: La Fayette Grover, US-amerikanischer Politiker († 1911)
- 29. November: Karl Krause, deutscher Unternehmer († 1902)
- 30. November: Nathanael Pringsheim, deutscher Botaniker († 1894)
- 01. Dezember: Karl Schenk, Schweizer Politiker († 1895)
- 06. Dezember: Johannes Henricus Brand, Präsident des Oranje-Freistaats († 1888)
- 06. Dezember: Friedrich Max Müller, deutscher Sprachforscher († 1900)
- 07. Dezember: Leopold Kronecker, deutscher Mathematiker († 1891)
- 10. Dezember: Theodor Kirchner, deutscher Komponist, Dirigent, Organist und Pianist († 1903)
- 12. Dezember: Kazimierz Góralczyk, polnischer Schriftsteller, Dichter und Dramatiker († 1883)
- 13. Dezember: Emil Annecke, deutscher Revolutionär und nordamerikanischer Jurist († 1888)
- 13. Dezember: Jules Louis Lewal, französischer General und Militärschriftsteller († 1908)
- 21. Dezember: Jean-Henri Fabre, französischer Entomologe und Autor († 1915)
- 22. Dezember: Thomas Wentworth Higginson, US-amerikanischer Schriftsteller und Abolitionist († 1911)
- 27. Dezember: Mackenzie Bowell, kanadischer Politiker († 1917)
- 28. Dezember: Thomas Alexander Scott, stellvertretender Kriegsminister im Amerikanischen Bürgerkrieg († 1881)

### Genaues Geburtsdatum unbekannt
- Martin Achleitner, „Wasseraufseher“ in München († 1882)
- Josef Arnold der Jüngere, österreichischer Fresken-, Porträt- und Landschaftsmaler († 1862)

## Gestorben

### Erstes Halbjahr
- 03. Januar: Johann Bernhard Jacob Behrends, deutscher Mediziner (* 1769)
- 04. Januar: Joseph Keller, deutscher Maler (* 1740)
- 04. Januar: Johann Christian Volkhart, deutscher evangelischer Geistlicher und Schulleiter (* 1740)
- 05. Januar: Carl August Ragotzky, deutscher evangelischer Geistlicher (* 1766)
- 13. Januar: Matthias Jorissen, deutscher Pfarrer und Kirchenliederdichter (* 1739)
- 13. Januar: David Schwab, Schweizer Kaufmann, Bankier und Politiker (* 1748)
- 14. Januar: Ernst von Rüchel, preußischer General der Infanterie (* 1754)
- 17. Januar: Zacharias Werner, deutscher Dichter und Dramatiker (* 1768)
- 21. Januar: John Heckewelder, evangelischer Missionar, Reiseschriftsteller und Ethnologe (* 1743)
- 25. Januar: Johann Heinrich Bleuler der Ältere, Schweizer Maler und Kupferstecher (* 1758)
- 26. Januar: Edward Jenner, englischer Arzt und Entdecker der Pockenschutzimpfung (* 1749)
- 30. Januar: Rudolph von Wrbna, österreichischer Beamter (* 1761)
- 04. Februar: Franz Bühler, deutscher Benediktinermönch, Musiker und Komponist (* 1760)
- 07. Februar: Carl Heinrich Wilhelm Anthing, deutscher Offizier (* 1766)
- 07. Februar: Ann Radcliffe, englischer Schriftstellerin (* 1764)
- 14. Februar: Pierre Paul Prud’hon, französischer Maler (* 1758)
- 16. Februar: Alexander Ferdinand von Mellentin, königlich-sächsischer Generalmajor (* 1757)
- 16. Februar: Johann Gottfried Schicht, deutscher Komponist, Gewandhauskapellmeister, Thomaskantor (* 1753)
- 17. Februar: Friedrich von Kleist, preußischer Generalfeldmarschall (* 1762)
- 21. Februar: Salomon Friedrich Merkel, deutscher Jurist (* 1760)
- 22. Februar: Carl Franz Edlinger, deutscher Maler und Zeichenlehrer (* 1788)
- 23. Februar: Peter Anton Ulrich Piutti, italienischer Unternehmer und Kaufmann in Deutschland (* 1750)
- 25. Februar: Wassilij Athanasieff, russischer Hofkaplan und Beichtvater der württembergischen Königin (* 1788)
- 01. März: Pierre-Jean Garat, französischer Sänger (Bariton) (* 1762)
- 06. März: Christian Friedrich Rieger, deutscher lutherischer Geistlicher (* 1757)
- 09. März: Hans Conrad Escher von der Linth, Schweizer Wissenschaftler, Bauingenieur, Fabrikant, Maler, Kartograf und Politiker (* 1767)
- 10. März: Gottlieb Ludolph Krehl, deutscher evangelischer Geistlicher (* 1745)
- 14. März: Charles-François Dumouriez, französischer General (* 1739)
- 14. März: John Jervis, Earl of St. Vincent, britischer Admiral (* 1735)
- 17. März: Marguerite-Catherine Haynault, französische Hofdame und Mätresse Ludwigs XV. (* 1736)
- 19. März: Luis María de Borbón y Vallabriga, Infant von Spanien, Kardinal und Erzbischof von Toledo (* 1777)
- 22. März: Adam Kazimierz Czartoryski, Sohn des Fürsten August Alexander und seiner Frau Maria Zofia (* 1734)
- 25. März: Joseph Anton Christ, Schauspieler (* 1744)
- 30. März: Johannes Friedrich Posselt, deutsch-dänischer Mathematiker und Astronom (* 1794)
- 04. April: Amalie Luise, Prinzessin und Herzogin von Arenberg  (* 1789)
- 07. April: Jacques Alexandre César Charles, französischer Physiker (* 1746)
- 10. April: Carl Leonhard Reinhold, österreichischer Vertreter der deutschen Aufklärung (* 1757)
- 15. April: Johann Christian Josef Abs, deutscher Pädagoge (* 1781)
- 18. April: George Cabot, US-amerikanischer Politiker (* 1752)
- 20. April: Carl Friedrich Faber, deutscher Buch- und Zeitungsverleger sowie Druckereibesitzer (* 1739)
- 23. April: Aaron Arrowsmith, englischer Kartograf, Graveur und Verleger (* 1750)
- 29. April: Dwight Foster, US-amerikanischer Politiker (* 1757)
- 01. Mai: Amadeus Wenzel Böhm, Kupferstecher und Illustrator (* 1769)
- 02. Mai: Johann Andreas Goll, deutscher Orgelbauer (* 1751)
- 06. Mai: August Wilhelm Zachariä, deutscher Lehrer und Flugpionier (* 1769)
- 09. Mai: Johann Nicolaus Apel, deutscher Autor, Doktor der Philosophie, Naturforscher, Konstrukteur und Politiker (* 1757)
- 15. Mai: Antonín František Bečvařovský, tschechischer Komponist (* 1754)
- 16. Mai: Ōta Nampo, japanischer Schriftsteller (* 1749)
- 17. Mai: Giambattista Dall’Olio, italienischer Musiker (* 1739)
- 21. Mai: Johann Daniel Tewaag, deutscher evangelischer Geistlicher, Rektor und Autor (* 1754)
- 24. Mai: Johann Heinrich Wilhelm von den Berken, deutscher Jurist (* 1747)
- 29. Mai: Girolamo Ruggia, Schweizer Jesuit und Hochschullehrer (* 1748)
- 31. Mai: Jakob Graß, österreichischer Orgelbauer (* 1774)
- 01. Juni: Louis-Nicolas Davout, französischer General, Pair und Marschall von Frankreich (* 1770)
- 01. Juni: Franz Joseph Werfer, deutscher Arzt und Autor einer medizinischen Landesbeschreibung (* 1778)
- 02. Juni: Christian Gottfried Wilhelm Lehmann, deutscher evangelischer Geistlicher und Schulrektor (* 1765)
- 13. Juni: Johann Nicolaus Rohlwes, deutscher Tierarzt (* 1755)
- 20. Juni: Theodor von Schacht, deutscher Komponist (* 1748)
- 20. Juni: Joseph Haslet, US-amerikanischer Politiker (* 1769)

### Zweites Halbjahr
- 08. Juli: Henry Raeburn, schottischer Porträtmaler (* 1756)
- 09. Juli: James McClurg, US-amerikanischer Arzt und Politiker (* 1746)
- 16. Juli: Benedikt Maria von Werkmeister, deutscher römisch-katholischer Theologe (* 1745)
- 19. Juli: Carl Christian Friedrich Langheld, deutscher Jurist und Amtmann (* 1751)
- 22. Juli: William Bartram, US-amerikanischer Naturforscher (* 1739)
- 26. Juli: Wilhelm Thierry, deutscher Maler, Radierer und Architekt (* 1761)
- 27. Juli: Mathias von Flurl, Begründer der bayerischen Mineralogie und Geologie (* 1756)
- 02. August: Lazare Nicolas Marguerite Carnot, französischer Politiker und Wissenschaftler (* 1753)
- 04. August: Caspar Zeller, Unternehmer (* 1756)
- 20. August: Friedrich Arnold Brockhaus, deutscher Verleger (* 1772)

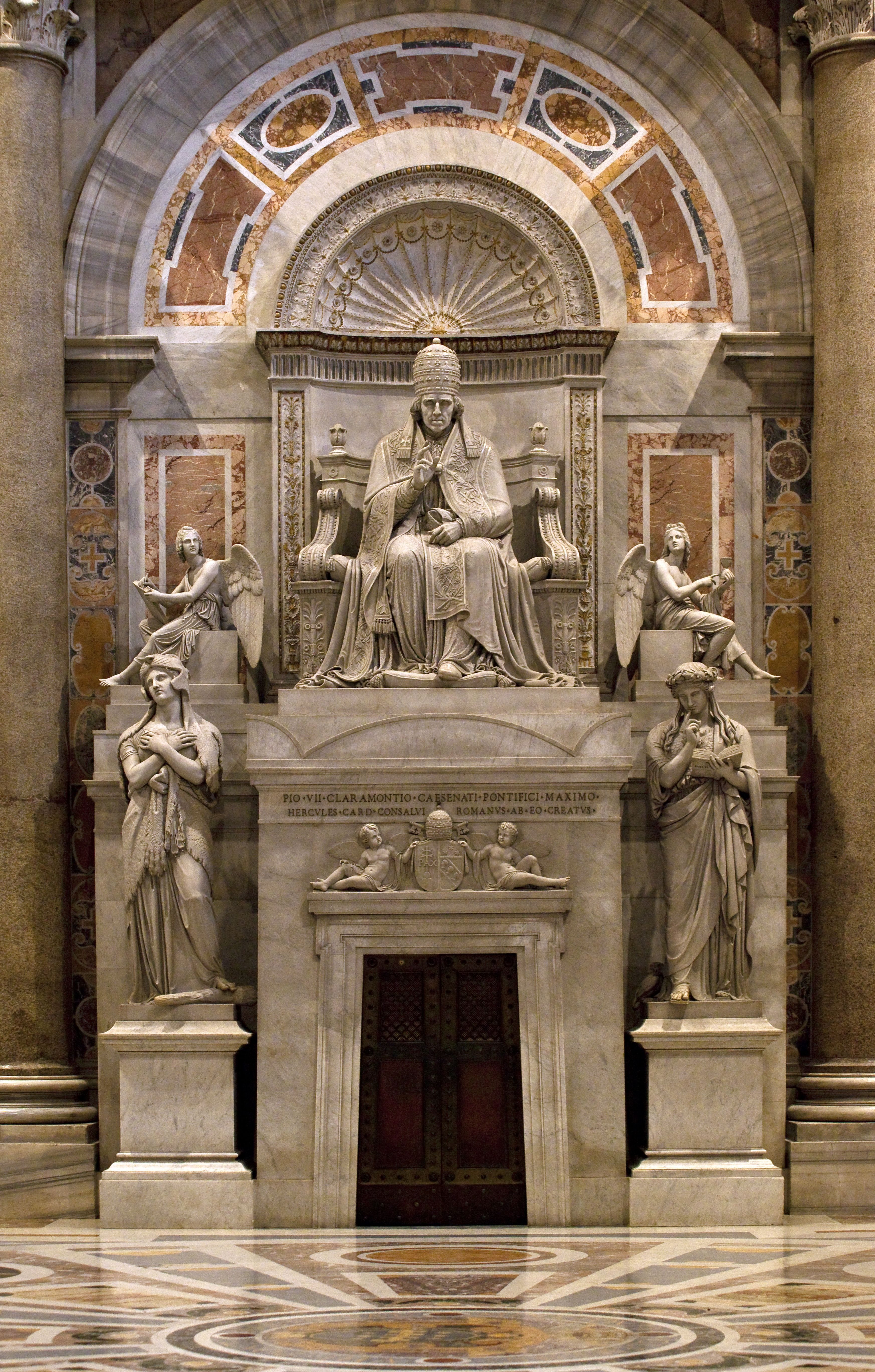
Das Grab Pius’ VII. von Bertel Thorvaldsen im Petersdom

- 20. August: Pius VII., Papst (* 1742)
- 26. August: Karl Friedrich Zimmermann, Schweizer Politiker (* 1765)
- 06. September: Johann Heinrich Voigt, deutscher Mathematiker, Astronom und Physiker (* 1751)
- 11. September: David Ricardo, britischer Nationalökonom (* 1772)
- 12. September: Samuel Friedrich Lüthardt, Schweizer Politiker und Jurist (* 1767)
- 13. September: John Wayles Eppes, US-amerikanischer Politiker (* 1773)
- 14. September: Jürgen von Ahlefeldt, deutscher Amtmann (* 1748)
- 17. September: Abraham Louis Breguet, Schweizer Uhrmacher und Mechaniker (* 1747)
- 18. September: Carl Heinrich Nicolai, deutscher Heimatforscher (* 1739)
- 18. September: Roger de Damas, französischer General (* 1765)
- 24. September: Johann Baptist Andres, deutscher Historiker, Theologe, Philosoph und Kirchenrechtler (* 1768)
- 03. Oktober: Joseph Bloomfield, US-amerikanischer Politiker (* 1753)
- 07. Oktober: Johann Christian Hendel, deutscher Buchdrucker und Verleger (* 1742)
- 08. Oktober: Jean Noël Destréhan, US-amerikanischer Politiker und Pflanzer (* 1754)
- 08. Oktober: Martin D. Hardin, US-amerikanischer Politiker (* 1780)
- 23. Oktober: Marcos Coelho Neto, brasilianischer Komponist (* 1763)
- 26. Oktober: Amalie Christiane, badische Prinzessin (* 1776)
- 26. Oktober: Joseph Preindl, österreichischer Organist und Komponist (* 1756)
- 30. Oktober: Edmond Cartwright, britischer Erfinder (* 1743)
- 30. Oktober: Henri-David Chaillet, Schweizer evangelischer Geistlicher (* 1751)
- 01. November: Heinrich Wilhelm von Gerstenberg, deutscher Dramatiker (* 1737)
- 01. November: Bernhard Jacob Friedrich von Halem, preußischer und französischer Beamter und Übersetzer (* 1769)
- 07. November: Rafael del Riego, spanischer Revolutionär (* 1784 oder 1785)
- 08. November: Masanori Abe, japanischer Adeliger (* 1806)
- 18. November: Jean-Nicolas Pache, französischer Politiker (* 1746)
- 23. November: José de Ezpeleta, spanischer Offizier, Kolonialverwalter und Vizekönig von Neugranada und Navarra (* 1742)

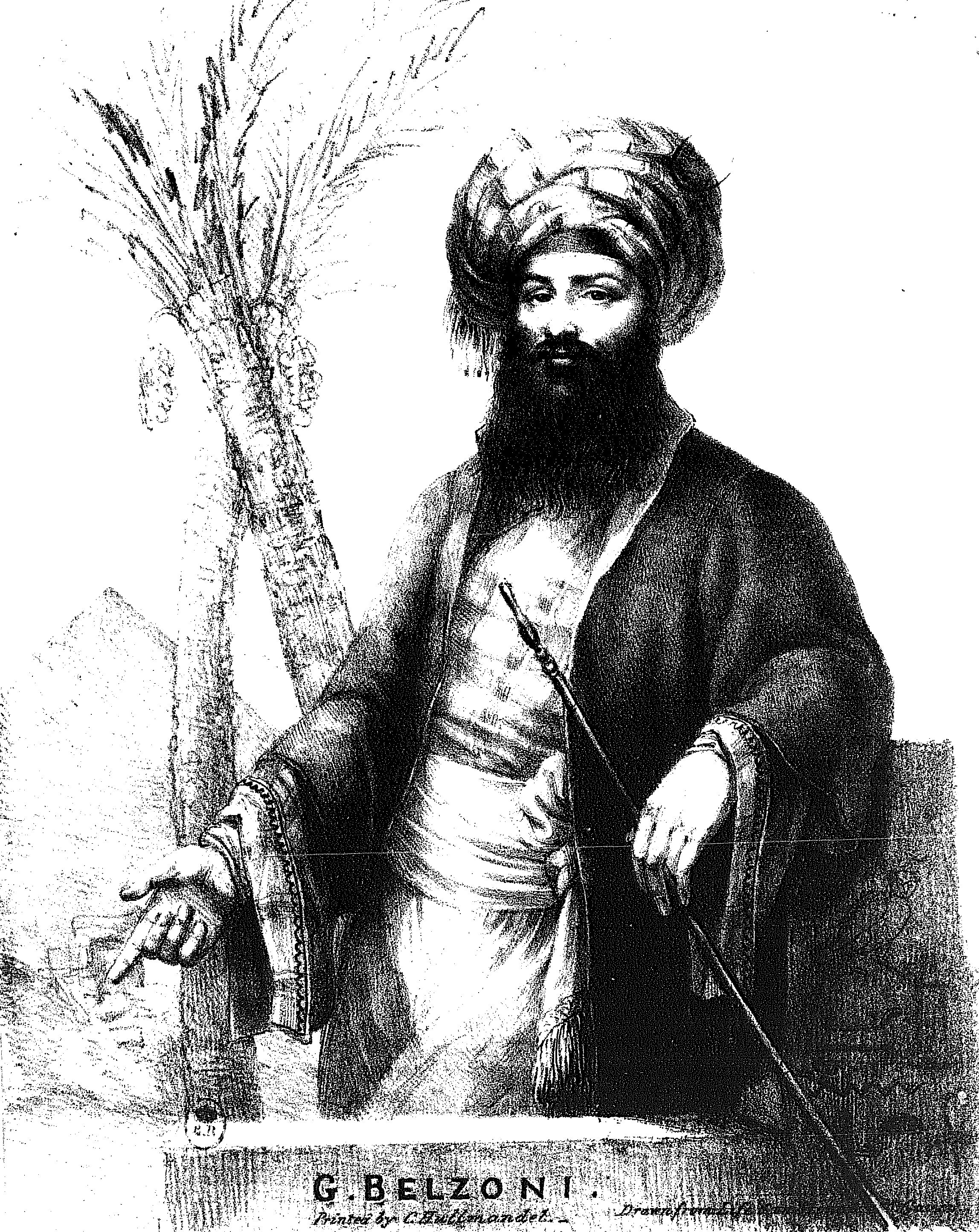
Giovanni Battista Belzoni

- 03. Dezember: Giovanni Battista Belzoni, italienischer Abenteurer und Gewichtheber (* 1778)
- 13. Dezember: Pawel Andrejewitsch Schuwalow, russischer General und Diplomat (* 1776)
- 24. Dezember: James Gandon, britischer Architekt (* 1742)

### Genaues Todesdatum unbekannt
- Abu Abdullah Muhammad al-Arabi ad-Darqawi, marokkanischer Sufi und Schriftsteller (* 1760)
- Martin Friedrich Arendt, deutscher Botaniker und Altertumsforscher (* 1773)
- Jager Afrikaner, Kaptein der Orlam (* 1760)
- Georg Anreith, deutscher Baumeister (* 1751)
- Sergei Malzow, russischer Unternehmer (* 1771)